# 尚武 (摩訶婆羅多)

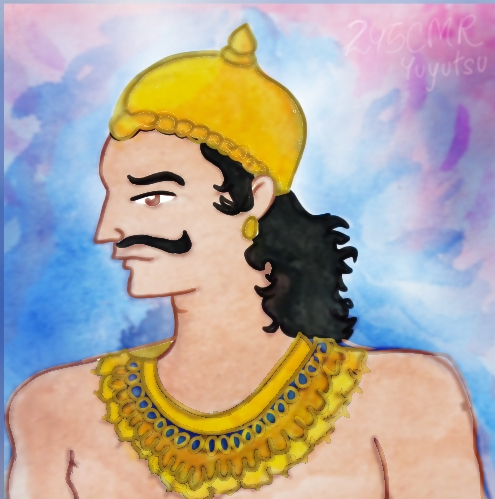
尚武的插图

尚武 ，又譯樂戰，印度古代史詩《摩訶婆羅多》人物。他是持國王同一位吠舍種姓侍女所產之子，俱盧族其餘百位王子及杜沙羅之同父異母兄弟。持國諸子中，只有他在俱盧之戰中存活下來。

## 詞源
梵語中，“尚武”一名由與二詞組合而來。其中第一個詞原詞為，意為“戰爭”；後一詞原詞為，意為“準備就緒”。另也存在一些從其身份（如持國之子、吠舍之子等）衍生出的別名。

## 傳說

### 出生
因擔心受孕已久卻無產子徵兆的甘陀利王后不能順利誕下子嗣，持國同她的侍女產下一子，這個孩子即為尚武。尚武同甘陀利長子難敵、般度族次子怖軍同時降生，較之難降、杜沙羅等其他俱盧族成員而更年長。

### 俱盧之戰及其前後
尚武被視為一位生於邪惡環境卻選擇正義道路、注重道德的戰士。為遵循正法，他多次同其家庭背道而馳。雖然俱盧族同般度族敵對，但與持國其餘諸子不同，他對般度族沒有任何惡意，且厭惡兄弟們的陰謀詭計。在難敵欲下毒陷害怖軍時，尚武通知怖軍，拯救了後者的性命。俱盧族另一成員廣耳（又譯毗迦爾納）亦憎惡諸兄長的行徑，但出於對家族的忠誠，堅持站在俱盧一方，最終戰死沙場。
俱盧之戰前夕，般度族長子堅戰前往敵營查看是否有人倒戈，而此時尚武決定投靠般度族一方。戰爭中，他一人可敵72万兵士；同時他又充當線人，為般度族提供了兄弟的詭計等俱盧族相關情報。最後，僅有十一人未在戰爭中犧牲，而他便是其一。
在戰爭結束，而奎師那離世、爭鬥時開始之際，般度五子欲離開俗世，前往天國，其中堅戰將王國的監督權交予尚武，同時立繼絕（阿周那之孫、激昂之子）為王。